# Oxford (Maine)
Pour les articles homonymes, voir Oxford (homonymie).
Oxford est une ville américaine du comté d'Oxford dans le Maine. La population était de 4 110 au recensement de 2010. À Oxford se trouvent la Oxford Plains Speedway et le casino d'Oxford, et il s'y déroule une foire annuelle. La ville comprend le village de Welchville.

## Historique
Le terrain faisait partie de la plantation de Shepardsfield (également appelée la plantation de Bog Brook), accordé le 8 mars, 1777 par la cour générale du Massachusetts à Alexander Shepard, Jr. de Newton (Massachusetts). Le 6 mars 1792, la plantation a été incorporée sous le nom de Hébron, Oxford étant la partie sud-ouest de son territoire. D'abord colonisée en 1794, Oxford a été incorporée le 27 février 1829. Elle a annexé Otisfield en 1830 et Paris en 1838. Le nom provient de celui d'Oxford, en Grande-Bretagne.

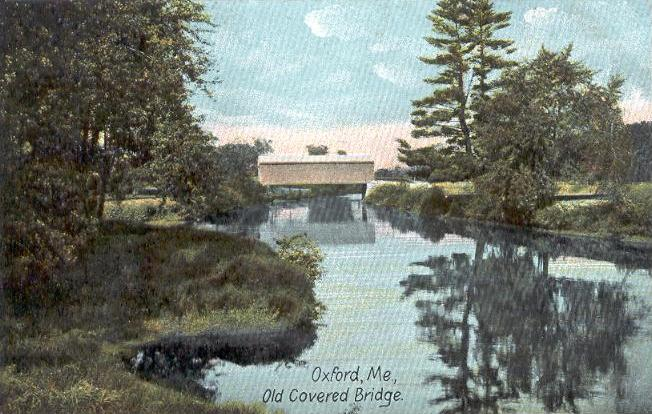
Pont couvert en 1907
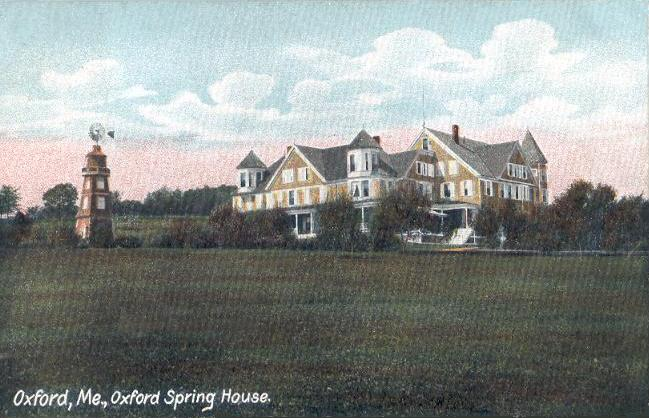
Maison d'Oxford Spring en 1907
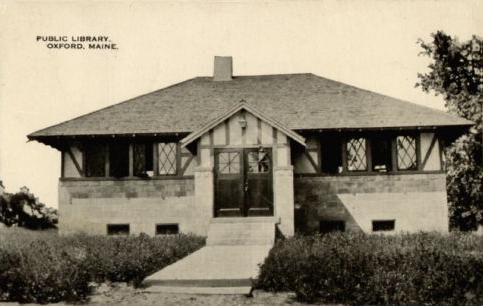
Bibliothèque Freeland Holmes en 1916